# Huszonegyszögszámok
A huszonegyszögszámok a figurális számokon belül a sokszögszámok közé tartoznak. Az n-edik huszonegyszögszám, Hn a közös csúcsból rajzolt, legfeljebb n pont oldalhosszúságú szabályos huszonegyszögek körvonalai egymástól különböző pontjainak száma. 
Az n-edik huszonegyszögszám általánosan a következő képlettel adható meg:
{\displaystyle H_{n}={\frac {n(19n-17)}{2}}\quad (n>0)}.
Az első néhány huszonegyszögszám:
1, 21, 60, 118, 195, 291, 406, 540, 693, 865, 1056, 1266, 1495, 1743, 2010, 2296, 2601, 2925, 3268, 3630, 4011, 4411, 4830, 5268, 5725, 6201, 6696, 7210, 7743, 8295, 8866, 9456, 10065, 10693, 11340, 12006, 12691, 13395, 14118, … (A051873 sorozat az OEIS-ben)

## Párosság
A huszonegyszögszámok párossága a páratlan-páratlan-páros-páros mintát követi.

## Tesztelés huszonegyszögszámokra
Az n-edik huszonegyszögszám, {\displaystyle x_{n}} képletét n-re megoldva a következő képletet kapjuk:
{\displaystyle n={\frac {{\sqrt {152x+289}}+17}{38}}.}
Tetszőleges x szám huszonegyszögszám mivolta tesztelhető a fenti képletbe való behelyettesítéssel. Ha n egész számra jön ki, akkor x az n-edik huszonegyszögszám. Ha n nem egész szám, akkor x nem huszonegyszögszám.
Ez egyben tekinthető x huszonegyszöggyöke kiszámításának is. 